# عبقة جنوب كاليدونية
عبقة جنوب كاليدونية (الاسم العلمي:Osmanthus austrocaledonicus) هي نوع من النباتات تتبع جنس العبقة من الفصيلة الزيتونية.